# Boethius (cráter mercuriano)
Boethius es un cráter perteneciente en el límite oriental del cuadrángulo Beethoven de Mercurio, muy próximo al ecuador del planeta. Está localizado en las coordenadas 0,5 sur de latitud y 74 este de longitud; y su diámetro es de 120 km.
Fue nombrado en memoria del filósofo romano Boecio. El nombre fue aprobado por la Unión Astronómica Internacional en 1976.